# Pekin (Illinois)
Pekin – miasto w Stanach Zjednoczonych, w stanie Illinois, siedziba administracyjna hrabstwa Tazewell.